# Ke Seung-woon
Ke Seung-woon (26 de dezembro de 1943) - é um ex-jogador de futebol norte-coreano, que atuava como meia.

## Carreira
Ke Seung-woon fez parte do histórico elenco da Seleção Norte-Coreana de Futebol, na Copa do Mundo de 1966.